# Marathakkara
Marathakkara é uma vila no distrito de Thrissur, no estado indiano de Kerala.

## Demografia
Segundo o censo de 2001, Marathakkara tinha uma população de 17 934 habitantes. Os indivíduos do sexo masculino constituem 49% da população e os do sexo feminino 51%. Marathakkara tem uma taxa de literacia de 81%, superior à média nacional de 59,5%: a literacia no sexo masculino é de 83% e no sexo feminino é de 79%. Em Marathakkara, 12% da população está abaixo dos 6 anos de idade.